# Суперагонист

Спектр внутренней агонистической активности различных подтипов лигандов клеточных рецепторов — обратных агонистов, нейтральных антагонистов, частичных агонистов, полных агонистов и суперагонистов

В фармакологии термином «суперагонист» обозначают подтип лиганда-агониста какого-либо подтипа клеточных рецепторов, который способен вызывать физиологический ответ на максимальную агонистическую стимуляцию больший, чем эндогенный агонист, внутренняя агонистическая активность которого принимается за 100 %. Другими словами, суперагонист имеет внутреннюю агонистическую активность больше 100 %. Существование суперагонистов — веществ с рецепторной эффективностью большей, чем у эндогенного агониста — является редким случаем в фармакологии, поскольку клеточные рецепторы биологических структур эволюционировали таким образом, чтобы наиболее эффективно распознавать именно эндогенные лиганды. Тем не менее, такие химические соединения не только существуют, но иногда даже имеют клиническое применение. Так, например, госерелин является суперагонистом рецепторов гонадотропин-рилизинг-фактора.